# Bloomingdale (Florida)
Bloomingdale es un lugar designado por el censo ubicado en el condado de Hillsborough en el estado estadounidense de Florida. En el Censo de 2010 tenía una población de 22.711 habitantes y una densidad poblacional de 1.046,02 personas por km².

## Geografía
Bloomingdale se encuentra ubicado en las coordenadas 27°52′36″N 82°15′41″O / 27.87667, -82.26139. Según la Oficina del Censo de los Estados Unidos, Bloomingdale tiene una superficie total de 21.71 km², de la cual 21.07 km² corresponden a tierra firme y (2.97%) 0.64 km² es agua.

## Demografía
Según el censo de 2010, había 22.711 personas residiendo en Bloomingdale. La densidad de población era de 1.046,02 hab./km². De los 22.711 habitantes, Bloomingdale estaba compuesto por el 84.24% blancos, el 8.4% eran afroamericanos, el 0.37% eran amerindios, el 2.48% eran asiáticos, el 0.14% eran isleños del Pacífico, el 1.48% eran de otras razas y el 2.9% pertenecían a dos o más razas. Del total de la población el 11.92% eran hispanos o latinos de cualquier raza.